# Edmundsella pedata
Edmundsella pedata (Montagu, 1816) è un mollusco nudibranchio della famiglia Flabellinidae.

## Descrizione
Corpo di colore molto acceso, da rosa a viola, con cerata e rinofori dello stesso colore. I cerata possono essere più o meno sviluppati a seconda degli esemplari. Fino a 3 centimetri.

## Biologia
Si nutre dell'idrozoo Eudendrium racemosum.

## Distribuzione e habitat
Comune nel Mar Mediterraneo, Oceano Atlantico orientale fino alle coste norvegesi.